# GJ 4063
GJ 4063 is een rode dwerg met een spectraalklasse van M4V. De ster bevindt zich 35,53 lichtjaar van de zon.